# Конголезская федерация футбола (ДР Конго)
Конголезская федерация футбола (фр. Fédération congolaise de football association, FECOFA) — организация, осуществляющая контроль и управление футболом в Демократической Республики Конго (ДРК). Федерация основана 7 апреля 1919 года бельгийским миссионером Рафаэлем де ла Кетулле де Рихове, в период с 1971 по 1998 год называлась Заирская федерация футбола (фр. Fédération Zaïroise de football association, FEZAFA). Вступила в ФИФА в 1962 году и в КАФ в 1964 году, также входит в УНИФФАК. Федерация организует деятельность и управляет национальными сборными по футболу (мужской, женской, молодёжными). Под эгидой федерации проводится чемпионат страны и другие соревнования, в том числе, Международный футбольный турнир Конго (МФТК), в котором принимают участие 4 местные африканские команды и который предназначен для игроков, играющих в клубах на африканском континенте.
В апреле 2018 года четыре руководителя федерации, в том числе президент Констант Омари, предстали перед судом по делу о предполагаемом хищении государственных средств в размере около миллиона долларов.
Отстраненный от голосования Контрольным комитетом ФИФА, который обвиняет его в получении льгот в контексте переговоров, связанных с маркетингом телевизионных прав на соревнования CAF, Констан Омари (2003—2021) объявил о своей отставке 16 июня. Его заменил Донатьен Чиманга как временный президент. Его уже в качестве постоянного президента сменил Омари Селемани, бывший первый вице-президент Конфедерации африканского футбола.
В рамках кризиса COVID-19 Конголезская федерация футбола решила временно остановить все соревнования, учитывая чрезвычайно сложную ситуацию со здоровьем.
Впервые в истории и по поручению Феликса Чисекеди правительство покрыло транспортные расходы команд, участвующих в конголезских лиге 1 и лиге 2; поддержка, которую приветствовали ввиду тяжёлого финансового положения конголезского футбола.
В Лиге чемпионов КАФ, добившись очень хорошего группового этапа, ТП Мазембе вышел в четвертьфинал против «Раджа Касабланка», в то время как клуб «Вита» не вышел за пределы группового этапа.
2020 год был сложным для национальной сборной ДРК, которая вылетела из Кубка африканских наций 2019 года уже в 1/8 финала. После этого Кристиан Нсенги Бьембе сменил на посту тренера Флорана Ибенге.